# マリソル・マラレ
マリソル・マラレ（Marisol Malaret Contreras、1949年10月13日 - 2023年3月19日）は、プエルトリコのモデル・テレビ司会者。ミス・ユニバース1970優勝。

## 経歴

### 生い立ち
1949年10月13日、サンフアンのサントゥルセ地区に生まれる。ウトゥアド生まれとする資料もある。
1957年、両親死去。彼女と兄弟はおばにより養育される。
プエルト・ヌエボに移る。Escuela Superior Gabriela Mistral卒業。Colegio La Mercedで初等教育を学ぶ。
アルゼンチンの歌手Sandroのレコーディングに参加。プロデューサーのRolando Menéndezが彼女の美しさに着目し、モデルのキャリアを薦める。最初の写真はKuri Díazによるもの。
その後プエルトリコ大学に入り、そこで秘書論を学び準学士号を取得。
International Telephone and Telegraph Company(ITT)に就職。

### ページェント
Señorita Puerto Ricoへの参加は相当の困難を伴った。すべての費用はITT社が負担してくれたが、1970年にプエルト・ヌエボを襲った洪水で嫁入り衣装（決勝で使用するつもりだった）を失い、コンテストの数日前まで身動きが取れなかった。
Señorita Puerto Rico元参加者で女優のIvonne Collが貸してくれた衣装を着て1970年6月21日、Señorita Puerto Rico優勝。プエルトリコを代表してミス・ユニバースに参加する権利を得る。
1970年7月11日、フロリダ州で開催された世界大会で優勝(プエルトリコ代表として初)。

### その後
ミスとしての任期の後、プエルトリコで人気のあるテレビ司会者、ラジオアナウンサー、雑誌の編集者になる。
"Caras en elaño1992"誌を創刊し、2000年まで編集長を務める。
2000年、"ÉticaTV"（Channel 6）と"FrecuenciaÉtica"（Channel 40）のプレゼンター。これらは、市民が汚職との戦いに参加するという趣旨の番組である。
2017年3月16日、Paseo de la Fama de Puerto Ricoに名前を刻む
・フィルモグラフィ
- 1971年　Mami (テレビドラマ)
- 1975年11月15日　Festival de la canción OTI Season 4 Episode 1"San Juan 1975"(テレビシリーズ) - Herself
- 1977年　Miss Universe Pageant (テレビ特番) - 審査員
- 2001年5月11日　Miss Universe 2001　(テレビ特番) - Herself
- 2002年5月29日　Miss Universe Pageant (テレビ特番) - Miss Universe 1970

## 私生活
彼女は3回結婚している。1回目は男性モデルのButch James、2回目はミュージシャンのCorky Stroman。2子を儲ける。3回目はキューバの建築家Frank Cué。
2018年5月、初孫誕生。
2023年3月19日、死去。73歳没。